# Голубиное
Голуби́ное (укр. Голубине) — село в Полянской сельской общине Мукачевского района Закарпатской области Украины. Расположено в 5 км от Свалявы.
Население по переписи 2001 года составляло 2781 человек. Почтовый индекс — 89320. Телефонный код — 3133.

## История
В архивных документах Голубино впервые упоминается в 1430 году.
На территории села люди жили в ранний железный век. Об этом свидетельствуют археологические находки.
О происхождении названия села есть две версии. Первая: от голубей, которых когда-то много водилось в заросляж лозы у реки Пени и каких определенное количество село должно было сдавать владельцу Мукачевского замка как оброк.
Вторая версия: когда враг из-за Карпат прорывался на территорию Венгерского государства, пограничная стража в Карпатах кострами, которые зажигались на горах, сообщала правителям Мукачевского замка об опасности. При огненном сигнале из Голубиного выпускали с донесением почтового голубя, который приносил в замок весть о грозившей опасности.
В районе села расположены санатории «Квитка полонины» и «Кришталевое джерело», напоропонижающая станция «Солочин» линейной производственно-диспетчерской станции «Сколе» Филиала «Магистральные нефтепроводы «Дружба» Публичного акционерного общества «Транснефть», горнолыжный спуск, несколько источников минеральной воды (Голубинское месторождение минеральных вод), к числу которых относится известная «Лужанская-4», «Лужанская-7» и «Поляна Квасова», которая, в свою очередь, содержит больше гидрокарбонатов, чем популярное «Боржоми».
В районе села Голубиное в 1878 г. экономией графов Шенборнов началось использование минеральной воды источников «Маргит», «Луги-Ержибет», «Панония-Жофия». В рекомендациях относительно её употребления записано, что она является чудесным способом при лечении заболеваний верхних дыхательных путей, сахарного диабета, желудка, кишечника, почек, желчного и мочевого пузыря.

## Персоналии
В селе родился Григорий Игнатий Жаткович (1886—1967) — первый губернатор Подкарпатской Руси.